# Jakubovich Emil
Jakubovich Emil (teljes nevén Jakubovich Emil Artúr Lajos; Győrasszonyfa, 1883. január 8. – Budapest, 1935. december 27.) paleográfus, nyelvtörténész, a Magyar Tudományos Akadémia levelező tagja (1924), a Magyar Nyelvtudományi Társaság titkára, a Magyar Történelmi Társulat, a Magyar Heraldikai és Genealógiai Társaság igazgatóválasztmányi tagja.

## Életútja
Jakubovich Emil középiskolai tanulmányait a bencések Győri Római Katolikus Főgimnáziumában végezte, majd a Budapesti Királyi Magyar Tudományegyetem jogi karán szerzett diplomát. Pályáját 1905-ben a Széchényi Országos Könyvtárban kezdte, amely akkor a Magyar Nemzeti Múzeum szervezeti egységeként működött; itt a levéltári osztályon kezdett dolgozni. 1914-ben szerezte meg doktorátusát államtudományokból. Később vezető pozíciókat töltött be a könyvtárban és a múzeumban: 1923-tól a könyvtár kézirattárát, 1927-től pedig a múzeum levéltári osztályát irányította. Igazgatóként 1930-tól 1934-ig állt a könyvtár élén. Ezt követően a Magyar Országos Levéltár diplomatikai osztályának vezetésével bízták meg.

## Munkássága
Érdeklődése már egyetemi évei alatt a bölcsészeti kar felé vonzotta: Fejérpataky László oklevéltani előadásait hallgatta. Fejérpataky és Melich János hatására fordult figyelme a nyelvtörténeti kutatások felé. A Széchényi Országos Könyvtárban, a középkori oklevelek és nyelvemlékek tanulmányozása közepette vált nyelvtörténésszé, genealógussá és a magyar nyelvű paleográfia első mesterévé.
Az 1910-es években jelentős munkát végzett az Esztergomi Főkáptalani Levéltár és a Kalocsai Főszékesegyházi Könyvtár kódexeinek és ősnyomtatványainak katalogizálásával. 1915-ben publikálta kétszáz régi magyar női névre vonatkozó oklevéladatát, majd 1916-ban a Königsbergi szójegyzék paleográfiai véleményezőinek egyike volt. 1917-ben a bécsi Házi, Udvari és Állami Levéltár (Haus-, Hof- und Staatsarchiv, HHStA) és a Császári Könyvtár okleveleit és kéziratait tanulmányozta. Az első világháborút követően aktívan részt vett a bécsi közgyűjteményekből az 1921-es velencei egyezmény értelmében visszaszerzett magyar vonatkozású kódexek azonosításában. 1922-ben az akkor felfedezett Ómagyar Mária-siralom és az azt tartalmazó Leuveni kódex tanulmányozására Berlinbe küldték. Annak szövegét Jakubovich jegyzetei alapján Gragger Róbert, a berlini Frigyes Vilmos Egyetem tanára közölte a Magyar Nyelvben (1923). Ugyanebben az évben a bécsi Osztrák Nemzeti Könyvtár kódexeit vizsgálta a magyar kultúrjavak összeírásakor, és részt vett a későbbi felszámolási tárgyalásokon. Több jelentős magyar nyelvemlék felfedezése fűződik a nevéhez, köztük Rotenburgi János 15. század eleji magyar nyelvmestere, középkori glosszák, töredékek, levelek, receptek és tizedjegyzékek. Anonymus Gestájának a kézirata is az ő közreműködésével került Magyarországra. Anonymusszal több ízben is foglalkozott, ennek egyik kiemelkedő eredménye az Adalékok legrégibb nyelvemlékes okleveleink és krónikáink íróinak személyéhez című tanulmánya (Magyar Nyelv, 1924), amelyben bizonyította, hogy a kódex kezdőszava nem Praedictus magister, hanem P dictus magister.
1923-ban a Magyar Nyelvtudományi Társaság közgyűlése a Magyar Nyelv 19. évfolyamában megjelent nyelvtörténeti fejtegetéseiért neki ítélte oda a Szily-jutalmat. Folyamatosan publikált a Magyar Nyelvben, ahol számos magyar nyelvemlékkel kapcsolatos értekezést írt, ezek közül kiemelkedik a tihanyi alapítólevélről szóló dolgozata (1923–1924). 1935-ben A székely rovásírás legrégebbi ábécéi című dolgozatában ismertette a nikolsburgi ábécét mint a székely rovásírás jelkészletének legkorábbi lejegyzését, amelynek megszerzése a Nemzeti Múzeum számára szintén az ő érdeme volt.
Nyelvészeti és oklevélközlési szempontból is kiemelkedő munkája a Pais Dezsővel közösen szerkesztett Ó-magyar olvasókönyv (1929), amelyben a magyar nyelvű szórványemlékeket és a 15. század elejéig fennmaradt szövegeket adták ki.

### Társasági tagságai
A Magyar Tudományos Akadémia 1924-ben választotta levelező tagjai sorába. P. mester – Adalékok az Anonymus-kérdéshez című akadémiai székfoglaló előadását 1925. november 9-én tartotta meg. 1933-tól a Szent István Akadémia tagja volt.

## Főbb művei
- Jakubovich Emil: Régi magyar breviáriumi mutatótábla, 1908, Magyar Nyelv 4: 463–465.
- Jakubovich Emil: XV. századi magyar fohászkodás, 1913, Magyar Nyelv 9: 85–86.
- Jakubovich Emil: A Gyulafehérvári Glosszák forrásához 1913, Magyar Nyelv 9: 234.
- Jakubovich Emil: A Nagyszombati-Codex írója, 1917, Magyar Nyelv 13: 12–13.
- Jakubovich Emil: Adalékok legrégibb nyelvemlékes okleveleink és krónikáink íróinak személyéhez 1., 1924, Magyar Nyelv 20: 129–132.
- Jakubovich Emil: Adalékok legrégibb nyelvemlékes okleveleink és krónikáink íróinak személyéhez 2., 1925, Magyar Nyelv 21: 25–38.
- Jakubovich Emil: P. mester, 1925, [Budapest]: Budapesti Hírlap Nyomda.
- Jakubovich Emil és Pais Dezső (öá.): Ó-magyar olvasókönyv, 1929, Pécs: Danubia.
- Jakubovich Emil: A székely rovásírás legrégibb ábécéi, 1935, Budapest: Magyar Nyelvtudományi Társaság.
- Jakubovich Emil: A tihanyi alapítólevél olvasásához, 1924, Magyar Nyelv 20: 9–21.
- Jakubovich Emil: A Königsbergi Szójegyzékről, 1916, Magyar Nyelv 12: 244–248.